# Rattus sordidus
Rattus sordidus är en däggdjursart som först beskrevs av Gould 1858.  Rattus sordidus ingår i släktet råttor och familjen råttdjur. Inga underarter finns listade i Catalogue of Life.

## Utseende
Arten är med en vikt omkring 250 g en ganska stor råtta. Den grova pälsen på ovansidan har några styva hår som liknar taggar. Pälsen har allmänt en gulbrun färg och håren på stjärten är längst. Kännetecknande är de ljusgråa öronen. Nära besläktade arter som Rattus colletti och Rattus villosissimus har mörkbruna respektive mörkgråa öron. Exemplaren är utan svans 110 till 210 mm långa, svanslängden är 100 till 160 mm, bakfötterna är 27 till 37 mm långa och öronen är 16 till 22 mm stora. Hannar är allmänt tyngre än honor. Det finns en tydlig gräns mellan den mörka pälsen på ovansidan och den ljusgråa pälsen på undersidan. Överlappande fjäll på den mörkgråa till svarta svansen skapar tydliga ringar. Bakfötterna är på ovansidan vitrosa och på sulorna ljusbruna. Honans 12 spenar är ordnade i par och 6 ligger vid bröstet medan de andra 6 ligger vid ljumsken. Artens diploida kromosomuppsättning har 32 kromosomer (2n=32).

## Utbredning och ekologi
Denna råtta förekommer med flera populationer på nordöstra Australien, bland annat Kap Yorkhalvön, och på östra Nya Guinea. Arten vistas i låglandet och i kulliga områden upp till 670 meter över havet. Habitatet utgörs av fuktiga savanner eller av andra fuktiga områden med gräs samt av öppna skogar. Honor kan ha två kullar per år och en kull har upp till 6 ungar. Individerna vistas främst på marken.
Rattus sordidus gräver underjordiska bon som vanligen är 40 cm djup. Där lever en flock tillsammans. Födan utgörs av gräs, gräsfrön, några örter och sockerrör. I regioner utanför odlingsområden för sockerrör bildas ofta större kolonier som gömmer sig under buskarnas bladverk. Antagligen har de så bättre skydd mot rovfåglar. Parningen sker allmänt hela året med under vintern och tidiga våren föds endast ett fåtal ungar. Honan är cirka tre veckor dräktig och unga honor är efter 9 till 10 veckor för första gången dräktig.

## Hot
För beståndet är inga hot kända och hela populationen anses vara stabil. En avskild population i sydöstra Queensland har endast några få medlemmar. IUCN kategoriserar arten globalt som livskraftig. I odlingsområden för sockerrör betraktas Rattus sordidus som skadedjur.

## Bildgalleri

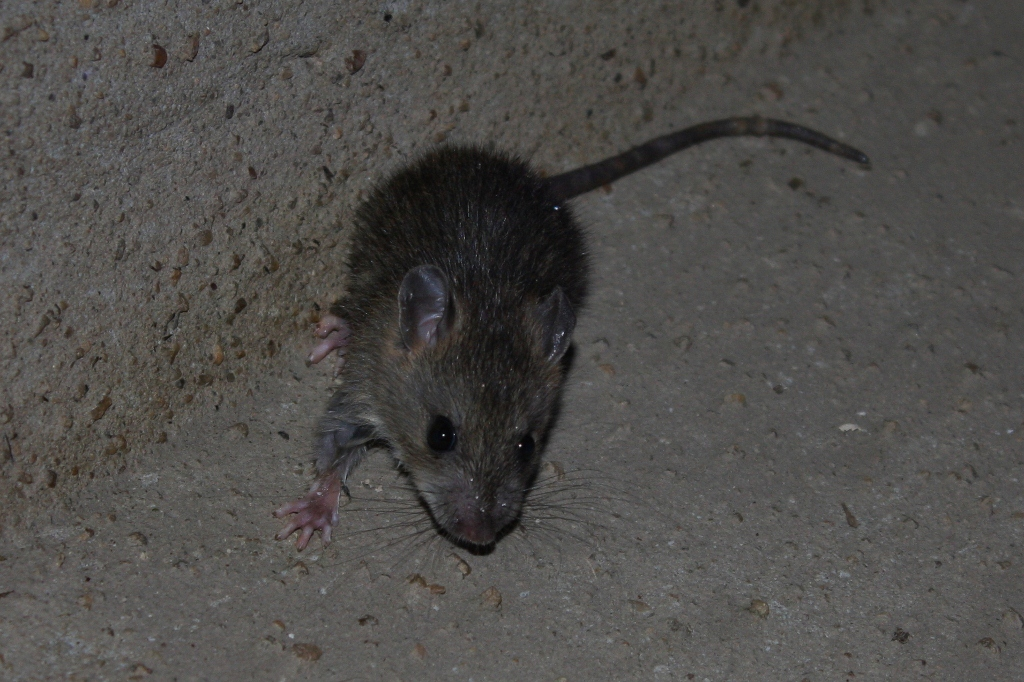